# Unione Sportiva Forti e Liberi 1946-1947
Questa voce raccoglie le informazioni riguardanti  l'Unione Sportiva Forti e Liberi nelle competizioni ufficiali della stagione 1946-1947.

## Rosa
| N. |                   | Ruolo | Calciatore          |
| -- | ----------------- | ----- | ------------------- |
|    | Italia (bandiera) | A     | Banfi               |
|    | Italia (bandiera) | D     | Bruno Bertozzi      |
|    | Italia (bandiera) | C     | Armando Bollana     |
|    | Italia (bandiera) | D     | Alfredo Calderoni   |
|    | Italia (bandiera) | C     | Afro Canali         |
|    | Italia (bandiera) | D     | Giorgio Da Costa    |
|    | Italia (bandiera) | A     | Paolo Diversi       |
|    | Italia (bandiera) | A     | Giuseppe Ferraretti |
|    | Italia (bandiera) | A     | Flani               |
|    | Italia (bandiera) | A     | Renato Gardini      |
|    | Italia (bandiera) | A     | Bruno Gramellini    |
|    | Italia (bandiera) | A     | Antonio Moro        |
|    | Italia (bandiera) | A     | Elvezio Ortali      |

| N. |                   | Ruolo | Calciatore         |
| -- | ----------------- | ----- | ------------------ |
|    | Italia (bandiera) | A     | Sergio Paganelli   |
|    | Italia (bandiera) | C     | Livio Pinazza      |
|    | Italia (bandiera) | A     | Walter Rambaldi    |
|    | Italia (bandiera) | A     | Roberto Ronconi    |
|    | Italia (bandiera) | P     | Aleardo Ruffilli   |
|    | Italia (bandiera) | C     | Alessandro Sassi   |
|    | Italia (bandiera) | A     | Sergio Spini       |
|    | Italia (bandiera) | P     | Fausto Tarlao      |
|    | Italia (bandiera) | C     | Carlo Tognon       |
|    | Italia (bandiera) | D     | Tristano Turchetti |
|    | Italia (bandiera) | A     | R. Vanigli         |
|    | Italia (bandiera) | C     | Vettori            |